# جولیتای ارواح
جولیتای ارواح (ایتالیایی: Giulietta degli spiriti) فیلمی فانتزی، کمدی و درام به کارگردانی فدریکو فلینی است که در سال ۱۹۶۵ منتشر شد.

## بازیگران
- جولیتا ماسینا
- ساندرا میلو
- والنتینا کورتس
- کاترینا بوراتو
- سیلوا کوشچینا
- فرد ویلیامز
- میلنا ووکوتیک
- ماریا کومانی کواسیمودو
- کلودی لانژ
- خوزه لوئیس د ویلایونگا
- فردریش فن لدبور
- بیل ادواردز
- ژاک هرلین
- آنیتا ساندرس
- سیلوانا یاکینو
- دینا د سانتیس
- والریا سابل
- جرج آردیسون
- ماریو پیسو
- کارلو پیساکانه
- آلیشا براندت
- یوجین والتر
- ماریا تدسکی
- ماسیمو سارکیه‌لی